# Gaius Calpurnius Piso (consul in 180 v.Chr.)
Gaius Calpurnius Piso was een zoon van Gaius Calpurnius Piso (propraetor) en werd in 186 v.Chr. aangesteld als praetor.
Na zijn ambtstermijn kreeg hij als propraetor de provincia Hispania Ulterior aangewezen. Tijdens zijn aanwezigheid in Spanje voerde Piso een succesvolle militaire campagne tegen stammen van de Lusitaniërs en de Celtiberi en werd hiervoor na zijn terugkeer in Rome (184 v.Chr.) met een triumphus beloond. 
In 181 v.Chr. vormde hij samen met twee andere senatoren een speciale commissie om de  stichting van de colonia Graviscae in Etruria in goede banen te leiden.  
In 180 v.Chr. werd Piso, samen met Aulus Postumius Albinus Luscus, aangesteld als  consul.